# Audipress
Audipress ist das führende Unternehmen zur Messung der Auflagenzahlen von Presseerzeugnissen in Italien. Zweimal im Jahr veröffentlicht das Unternehmen die Auflagen- und Reichweitezahlen führender italienischer Zeitungen und Zeitschriften.